# Йоганнес Феттер
Йоганнес Феттер (нім. Johannes Vetter, нар. 26 березня 1993) — німецький легкоатлет, який спеціалузіється в метанні списа, чемпіон світу, учасник Олімпійських ігор-2016 (4 місце).
11 липня 2017 на змаганнях «Spitzenleichtathletik» в Люцерні метнув спис на 94,44, що стало п'ятим результатом в дисципліні за всі часи дії чинної специфікації спису.
На світовій першості-2019 здобув «бронзу» в метанні списа.
Чемпіон Діамантової ліги сезону-2021 у метанні списа.